# Лаура (тропический шторм, 2008)
Тропический шторм «Лаура» (англ. Tropical Storm Laura) — большой, но недолговечный тропический циклон, который развился над северо-центральной частью Атлантического океана в конце сентября во время сезона атлантических ураганов 2008 года. Остатки Лауры позже поразили Нидерланды, Германию и Норвегию.

## Метеорологическая история

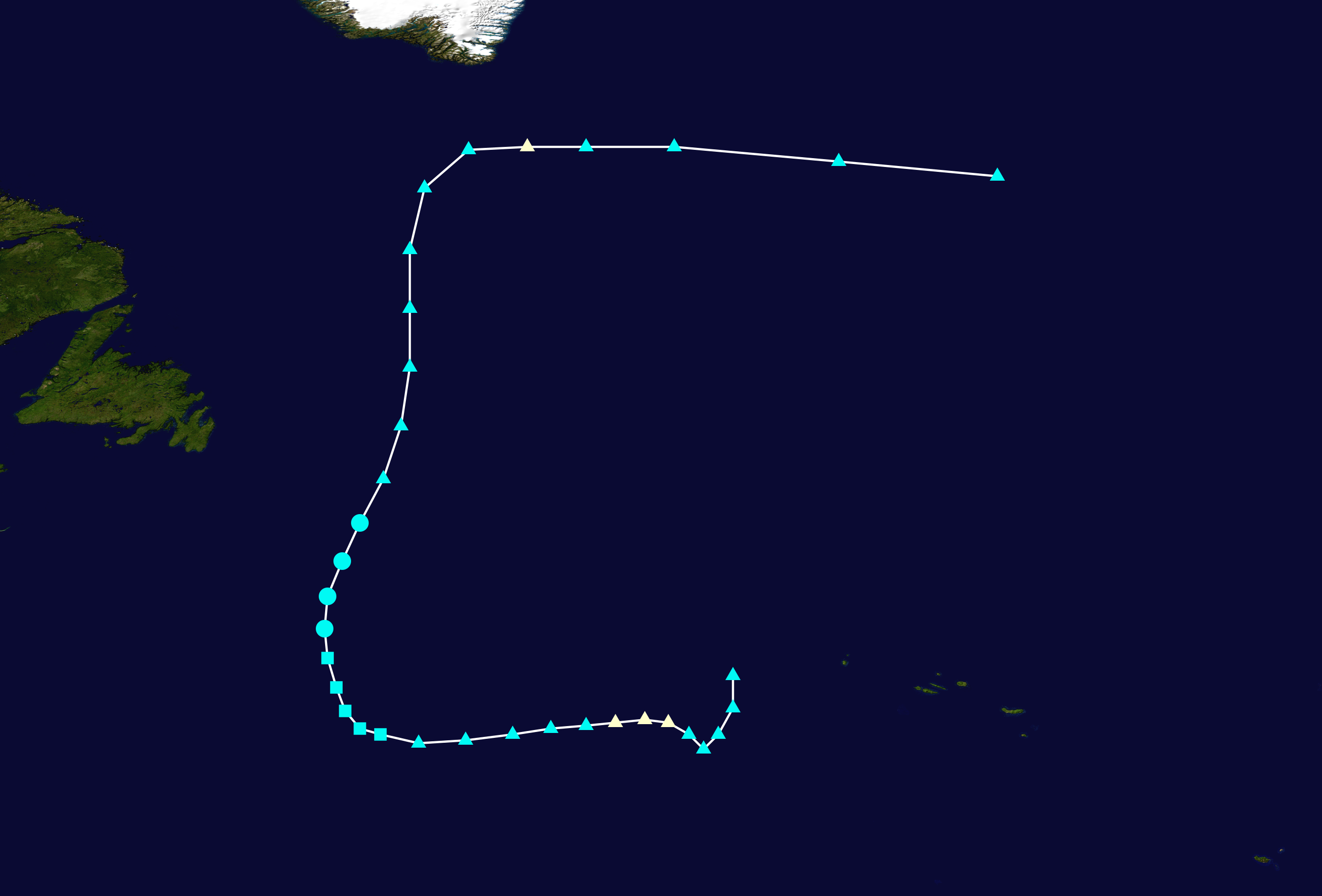
Карта пути и интенсивности Урагана Катя по шкале Саффира — Симпсона

26 сентября вдоль квазистационарной фронтальной системы в нескольких сотнях миль к западу от Азорских островов образовалась очень большая внетропическая область низкого давления. Минимум усилился до уровня урагана 1 категории с ветром 80 миль в час (130 км / ч) в 12:00 UTC 27 сентября. В течение следующих дней минимум начал терять свои фронтальные характеристики и начал переходить в субтропический циклон, когда он двигался в западном направлении. К 29 сентября в низине возникла достаточная конвекция, и она была объявлена субтропический шторм Лаура. После модернизации вершины холодных облаков начали обволакивать центр Лауры и сгущаться около центра обращения. Конвекция быстро организовалась вокруг центра, и пролёт спутника над штормом показал, что она быстро усиливается. Более поздний спутниковый проход не учитывал возможность усиления, поскольку было подтверждено, что интенсивность составляет 60 миль в час (95 км / ч). Общая структура Лауры оставалась субтропической, но были признаки того, что она приобретала тропические характеристики.
Во второй половине дня спутники показали, что у Лауры образовалось глубокое теплое ядро, характерное для тропического циклона, но поле ветра оставалось субтропическим по своей природе. К ночным часам радиус самых сильных ветров сократился до 80 миль (130 км), что намного меньше, чем у субтропических циклонов. Однако Лаура все ещё находилась под влиянием минимума верхнего уровня, и верхняя часть облаков оставалась неглубокой. Утром30 сентября Лаура была на грани превращения в тропический циклон, но сильное взаимодействие с верхним нижним уровнем означало, что он все ещё был субтропическим. Несмотря на движение над более холодными водами, спутниковое изображение водяного пара определило, что Лаура отделилась от нижнего уровня верхнего уровня, что означает, что он превратился в тропический циклон. Лаура была повторно классифицирована как тропический шторм на относительно высокой широте, 40,6 ° N. Вскоре после того, как он был объявлен тропическим, появились первые признаки перехода к внетропическим условиям. Холодный воздух начал попадать в шторм с западной стороны, и модели прогнозов показали, что Лаура на следующее утро станет внетропической штормом.

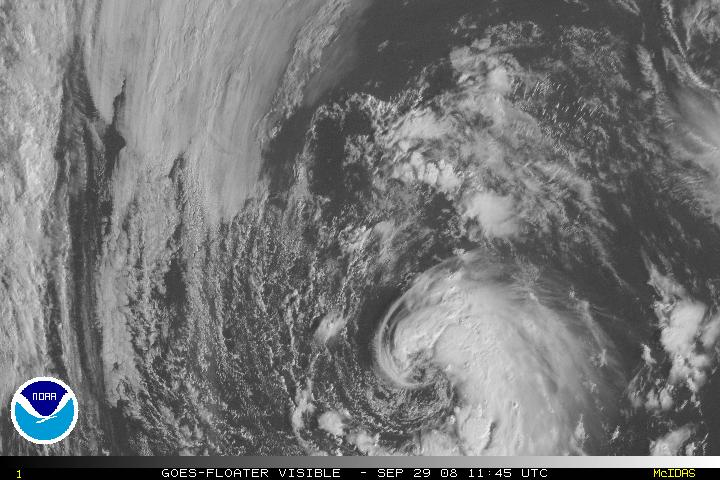
Лаура 29 сентября

В одночасье конвекция, связанная с Лаурой, стала уменьшаться и терять тропические характеристики, но все же сохранила свой статус. В начале 1 октября внетропический переход был полностью очевиден. Лаура оставалась тропическим штормом, но облачный узор становился фронтальным, и вокруг центра системы наблюдалась небольшая конвекция. При минимальной активности дождя и грозы, оставшейся вокруг центра Лауры, шторм перерос в зону с остаточным низким давлением.1 октября, где по-прежнему дуют ураганные тропические ветры. На следующий день остаточная система превратилась во внетропический циклон и снова начала усиливаться, стремительно приближаясь к северу. Рано утром 3 октября система замедлилась, когда повернула на восток и превратилась в ураганный циклон со скоростью ветра 75 миль в час (120 км/ч). После ускорения на восток, ещё один большой внетропический циклон поглотил остатки Лауры, находясь в нескольких сотнях миль к западу от Британских островов 4 октября.

## Последствия

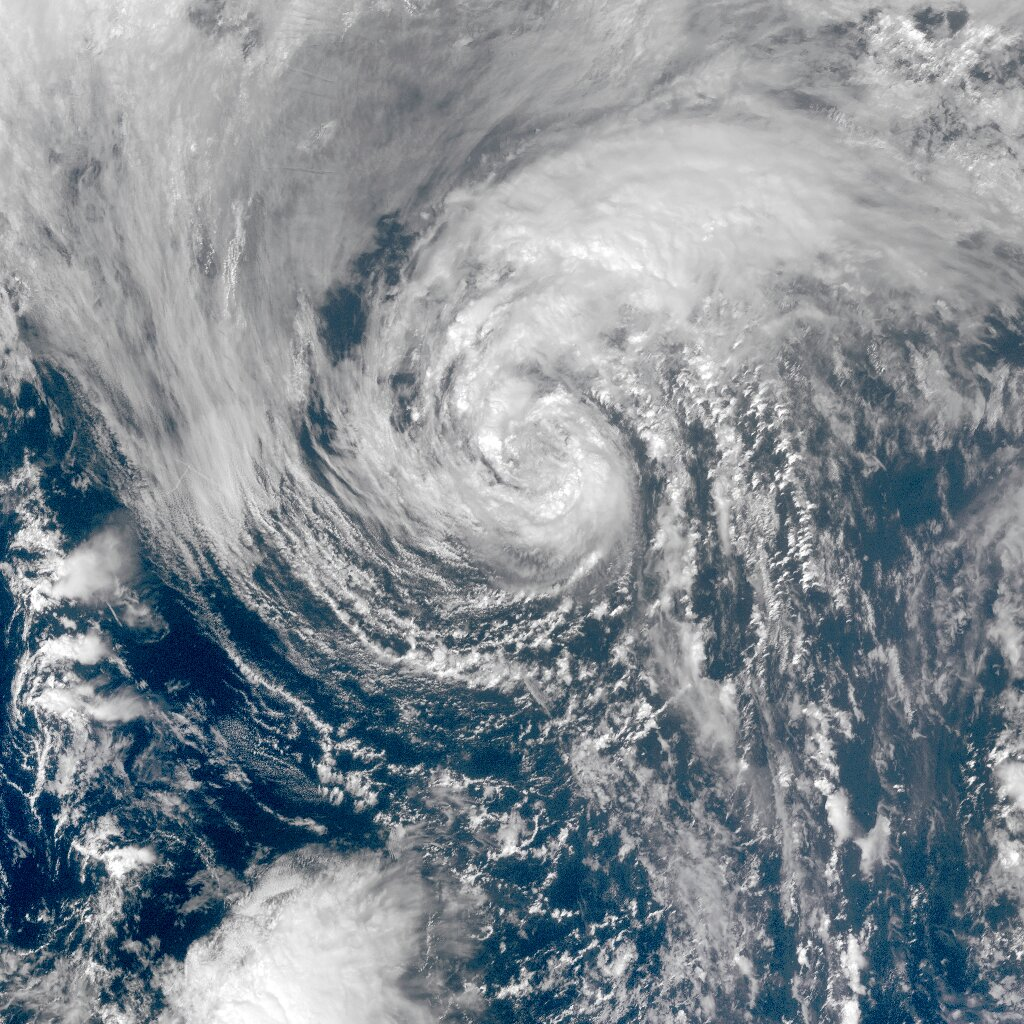
Тропический шторм Лаура с максимальной интенсивностью 30 сентября

Как тропический циклон, Лаура никогда не приближалась к земле, и не было никаких повреждений или смертельных случаев. Поскольку шторм продолжался над открытыми водами большую часть своей жизни, на нескольких кораблях и нефтяных платформах были зафиксированы тропические штормовые ветры. Самые высокие зарегистрированные ветры были на нефтяной платформе с позывным VEP717 в 03:00 UTC 1 октября. Были зарегистрированы скорости ветра до 47 узлов (54 миль/ч; 87 км/ч). Несмотря на отсутствие удара, остатки шторма попали в струйный поток верхнего уровня и направились в сторону Европы. Там прошли проливные дожди в некоторых частях Британии. 5 октября, вызвав локальное скопление паводковых вод. В результате Глеб-роуд возле Уиндермира, Англия, была закрыта в обоих направлениях, а вдоль дороги A65 между Олд-Хаттоном и Киркби-Лонсдейлом ранее насыщенная почва в сочетании с чрезмерными ливневыми стоками привела к локальному наводнению. Движение по автомагистрали M6 было замедлено из-за плохих условий. Одного человека пришлось вытащить из машины после того, как он выехал на затопленную улицу. Агентство по окружающей среде Великобритании выпустило 76 сообщений о наводнениях и 21 предупреждение о сильных наводнениях в результате дождя.
8 октября остатки Лауры достигли Нидерландов. В то время, его дождевые полосы начали взаимодействовать с холодным фронтом, связанным с хорошо развитой низкой западом Норвегии, снижается до 113 мм (4,4 дюйма) осадков в северо-западных Нидерландах. В результате, как сообщается, улицы и дома в деревне Ипполитушеф оказались затопленными. Большое количество осадков побило дневные и ежемесячные рекорды осадков за октябрь, которые ранее были установлены в 2006 году. Постепенно пройдя через Норвегию, остатки урагана нанесли значительный ущерб электроэнергетическим компаниям. В результате более 10 000 человек потеряли власть в южных частях страны.

## Примечание
1. ↑  Richard J. Pasch. Tropical Storm Laura Tropical Cyclone Report (PDF). National Hurricane Center (4 февраля 2009). Дата обращения: 7 февраля 2009. Архивировано 2 октября 2015 года.
2. ↑  Stacy Stewart. Subtropical Storm Laura Public Advisory One. National Hurricane Center (2008). Дата обращения: 29 сентября 2008. Архивировано 3 марта 2016 года.
3. ↑  Stacy Stewart. Subtropical Storm Laura Discussion One. National Hurricane Center (29 сентября 2008). Дата обращения: 29 сентября 2008. Архивировано 5 марта 2016 года.
4. ↑  Robbie Berg and Richard Pasch. Subtropical Storm Laura Discussion Two. National Hurricane Center (29 сентября 2008). Дата обращения: 29 сентября 2008. Архивировано 5 марта 2016 года.
5. ↑  Robbie Berg and James Franklin. Subtropical Storm Laura Discussion Three. National Hurricane Center (29 сентября 2008). Дата обращения: 30 сентября 2008. Архивировано 5 марта 2016 года.
6. ↑  James Franklin. Subtropical Storm Laura Discussion Four. National Hurricane Center (29 сентября 2008). Дата обращения: 30 сентября 2008. Архивировано 5 марта 2016 года.
7. ↑  Jack Beven. Subtropical Storm Laura Discussion Five. National Hurricane Center (30 сентября 2008). Дата обращения: 30 сентября 2008. Архивировано 5 марта 2016 года.
8. ↑  Robbie Berg and Richard Pasch. Tropical Storm Laura Discussion Six. National Hurricane Center (30 сентября 2008). Дата обращения: 30 сентября 2008. Архивировано 5 марта 2016 года.
9. ↑  Robbie Berg and Richard Pasch. Tropical Storm Laura Discussion Seven. National Hurricane Center (30 сентября 2008). Дата обращения: 1 октября 2008. Архивировано 14 апреля 2016 года.
10. ↑  Lixion Avila. Tropical Storm Laura Discussion Eight. National Hurricane Center (30 сентября 2008). Дата обращения: 1 октября 2008. Архивировано 5 марта 2016 года.
11. ↑  Jack Beven. Tropical Storm Laura Discussion Nine. National Hurricane Center (1 октября 2008). Дата обращения: 1 октября 2008. Архивировано 7 марта 2016 года.
12. ↑  Paul Simons (4 октября 2008). Weather: torrential rain expected as strong winds hit Wales and the South West. The Times. London. Дата обращения: 5 октября 2008.{{cite news}}:  Википедия:Обслуживание CS1 (url-status) (ссылка)
13. ↑  Staff Writer. Tropical storm brings floods. The Westmorland Gazette (2008). Дата обращения: 5 октября 2008. Архивировано 6 марта 2016 года.
14. ↑  Kaya Burgess (6 октября 2008). Met Office issues warning of more rain and floods. The Times. London. Дата обращения: 18 мая 2009.{{cite news}}:  Википедия:Обслуживание CS1 (url-status) (ссылка)
15. ↑  Rob Sluijter. 5 oktober 2008: Wateroverlast in het noordwesten. (нидерл.). KNMI (2008). Дата обращения: 8 октября 2008. Архивировано из оригинала 15 ноября 2012 года.
16. ↑  Meteo Consult. De Noord-Hollandse 'zondvloed' nader bekeken. (нидерл.). Meteo Consult (2008). Дата обращения: 8 октября 2008. Архивировано из оригинала 24 июля 2011 года.
17. ↑  KNMI. De Noord-Hollandse 'zondvloed' nader bekeken (нидерл.). Meteo Consult (6 октября 2008). Дата обращения: 8 мая 2009. Архивировано из оригинала 24 июля 2011 года.
18. ↑  Agnes Svalastog. Kraftig uvær på Østlandet (норв.). NRK (5 октября 2008). Дата обращения: 7 февраля 2009. Архивировано 3 марта 2016 года.